# Nîmes Olympique
El Nîmes Olympique és un club de futbol francès de la ciutat de Nimes.

## Història
L'actual Nîmes Olympique va ser fundat el 10 d'abril de 1937. Amb anterioritat fou conegut com a Sporting Club Nîmois. L'SC Nîmois va ser fundat l'any 1901 per Henri Monnier, qui amb 21 anys havia arribat després d'un viatge de 2 anys a Anglaterra. Originalment el club era només per joves protestants.
L'any 1908, el SCN guanyà el seu primer campionat del Llenguadoc a l'Olympique Cettois, qualificant-se per primer cop pel campionat de França. Durant la Primera Guerra Mundial suspengué les activitats, que reprengué el 15 d'abril de 1919. El 1922 absorbí un rival local, el F.A. Nîmois. L'octubre de 1931 inaugurà l'estadi Jean Bouin. Problemes financers, però, l'obligaren a suspendre les activitats professionals. Aquell mateix any fou recreat com a Nîmes Olympique. El major èxit del nou club fou una lliga de segona divisió la temporada 1949/1950. El 15 de febrer de 1989 s'inaugurà el seu nou estadi des Costières.

## Palmarès
- 1 Copa dels Alps: 1971
- 1 Lliga francesa de segona divisió: 1950
- 2 Lliga francesa de tercera divisió: 1997, 2012
- 1 Copa Charles Drago: 1956

## Jugadors destacats
- Hassan Akesbi
- Ivan Bek
- Laurent Blanc
- Bernard Boissier
- Éric Cantona
- Aliou Cissé
- José Luis Cuciuffo
- Guy Demel
- Kader Firoud
- René Girard
- Jacky Novi
- Christian Pérez
- Frédéric Piquionne